# Apalachicola

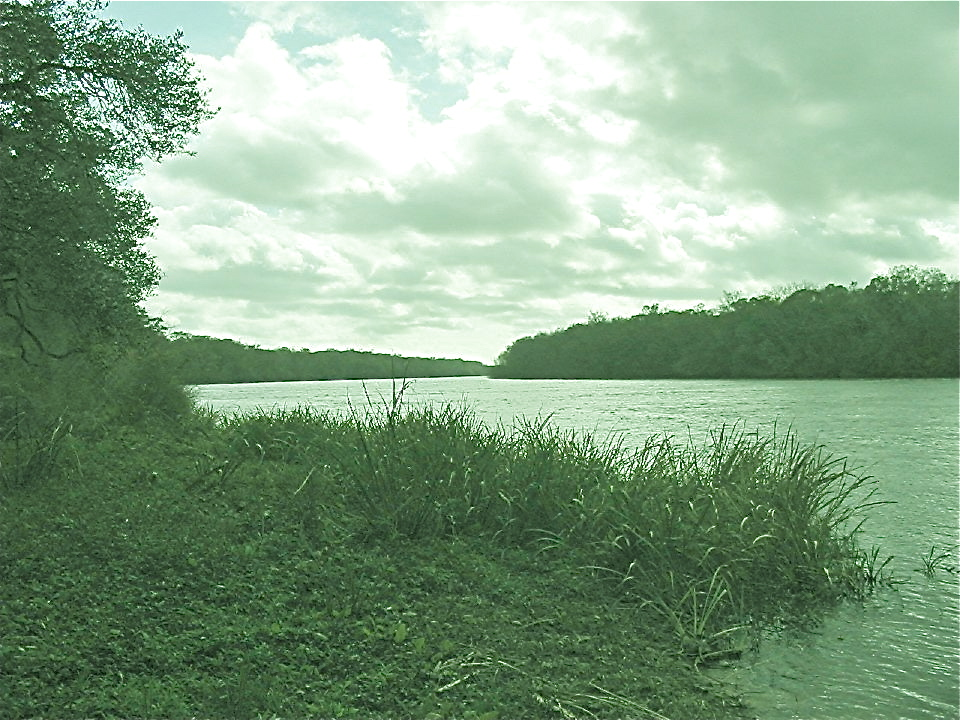
Apalachicola w pobliżu Fort Gadsden

Apalachicola – rzeka na Florydzie w Stanach Zjednoczonych. Ma długość 145 km. Powstaje z połączenia rzek Chattahoochee i Flint. Uchodzi do Zatoki Meksykańskiej.